# Pseudocyriocrates
Pseudocyriocrates is een kevergeslacht uit de familie van de boktorren (Cerambycidae). De wetenschappelijke naam van het geslacht werd voor het eerst geldig gepubliceerd in 1935 door Breuning.

## Soorten
Pseudocyriocrates is monotypisch en omvat slechts de volgende soort:
- Pseudocyriocrates strandi Breuning, 1935